# Окропилаури
Окропилаури (груз. ოქროპილაური) — село в Грузии, на территории Шуахевского муниципалитета автономной республики Аджария.

## География
Село находится в юго-западной части Грузии, на левом берегу реки Аджарисцкали, вблизи места впадения в неё реки Чирухисцкали, на расстоянии менее 1 километра к юго-западу от посёлка городского типа Шуахеви, административного центра муниципалитета. Абсолютная высота — 461 метр над уровнем моря.

## Население
По результатам официальной переписи населения 2014 года, в Окропилаури проживало 213 человек (99 мужчин и 114 женщин). В национальной структуре населения грузины составляли 100 %.
| Год  | Население, человек |
| ---- | ------------------ |
| 2002 | 216                |
| 2014 | ↘ 213              |